# Первомайськ (Лямбірський район)
Первома́йськ (рос. Первомайск, ерз. Первомайск) — село у складі Лямбірського району Мордовії, Росія. Входить до складу Первомайського сільського поселення.

## Населення
Населення — 804 особи (2010; 879 у 2002).
Національний склад (станом на 2002 рік):
- росіяни — 86 %